# 워터하우스잎코박쥐
워터하우스잎코박쥐(Macrotus waterhousii)는 주걱박쥐과(신세계잎코박쥐류)에 속하는 큰귀박쥐의 일종이다. 바하마와 케이맨 제도, 쿠바, 도미니카 공화국, 과테말라, 아이티, 자메이카, 멕시코 그리고 푸에르토리코에서 발견되며, 멕시코 소노라부터 히달고 지역까지, 남쪽으로 과테말라 그리고 대앤틸리스 제도(푸에르토 리코 포함)과 바하마 지역에 분포한다.